# نيكي غرهام
نيكي غرهام (بالإنجليزية: Nikki Grahame)‏ هي عارضة بريطانية، ولدت في 28 أبريل 1982 في واتفورد في المملكة المتحدة.

## وصلات خارجية
- الموقع الرسمي
- نيكي غرهام على موقع IMDb (الإنجليزية)
- نيكي غرهام على موقع قاعدة بيانات الفيلم (الإنجليزية)
- نيكي غرهام على موقع كينوبويسك (الروسية)